# Shiloango
Pour les articles homonymes, voir Loango.
Le Shiloango (Chiluango en portugais), ou Louango, est un fleuve du Mayombe, en Afrique, traversant les territoires de la République démocratique du Congo, de la République du Congo (où il est appelé Louango) et l'Angola.

## Géographie
La majeure partie de son cours supérieur marque la frontière entre la République démocratique du Congo et la République du Congo, tandis que son cours inférieur établit la limite entre l’Angola et la République démocratique du Congo. Elle traverse ensuite l'enclave angolaise du Cabinda, pour se jeter dans l’océan Atlantique au nord de Lândana.